# Rynchobanchus flavopictus
Rynchobanchus flavopictus là một loài tò vò trong họ Ichneumonidae.